# 岛港
岛港（英語：Island Harbour）是英国海外领地安圭拉的一个村庄，为该岛9个行政区的其中之一，位于该岛西海岸，2001年人口855人。
这里有一所公立学校维维安·范德普尔小学位于该镇。阿尔贝纳·莱克-霍奇综合学校服务中学生。